# Ensayos de integridad en cimentaciones

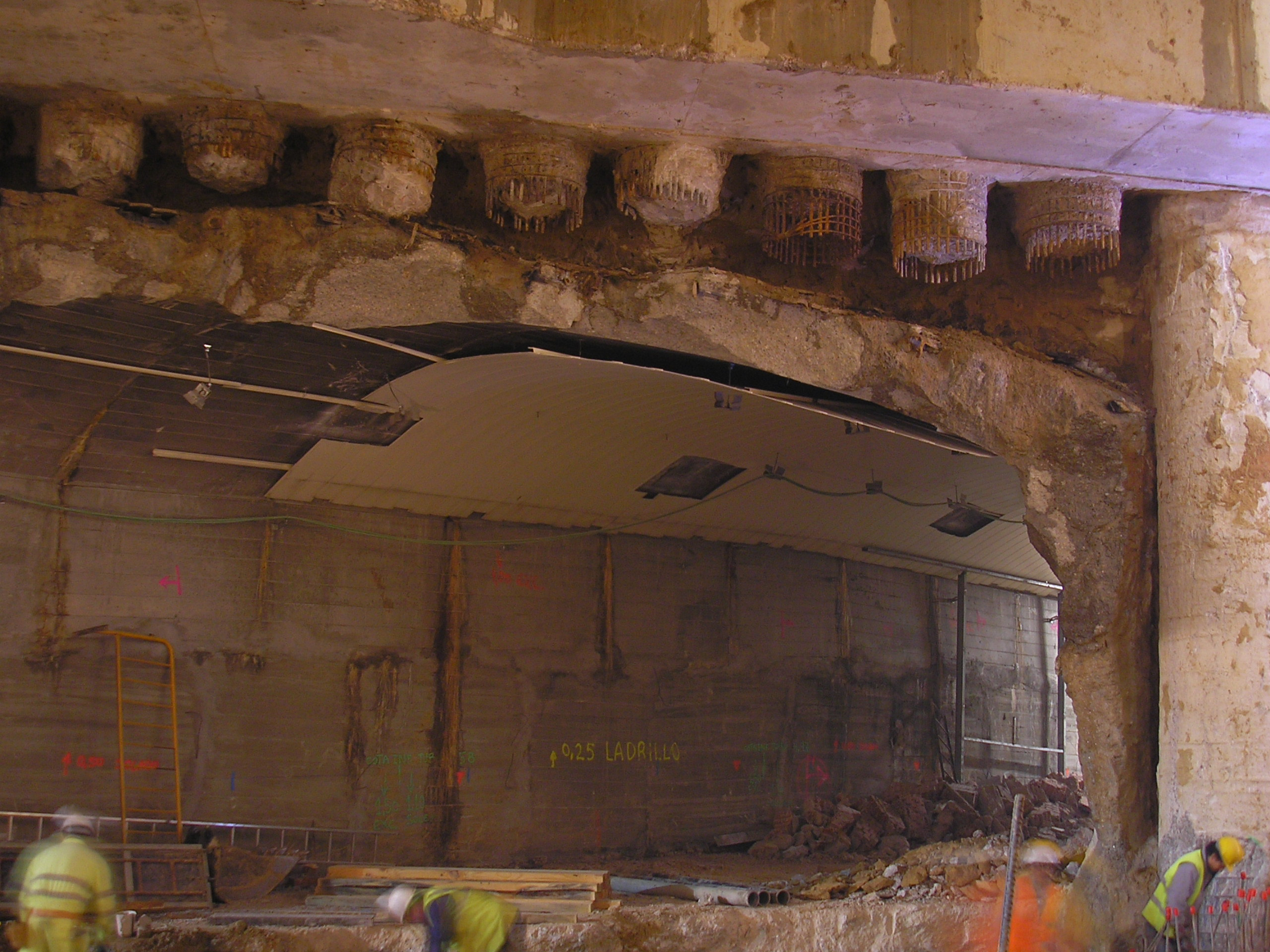
Puntas de pilotes al descubierto.

Además de los métodos directos (inspección visual, sondeo geotécnico, etc.) existen diversas técnicas indirectas para detectar posibles anomalías en las cimentaciones profundas (pilotes y módulos de pantalla principalmente).

## Métodos indirectos más extendidos

### Ensayo de transparencia sónica (sondas de ultrasonidos)

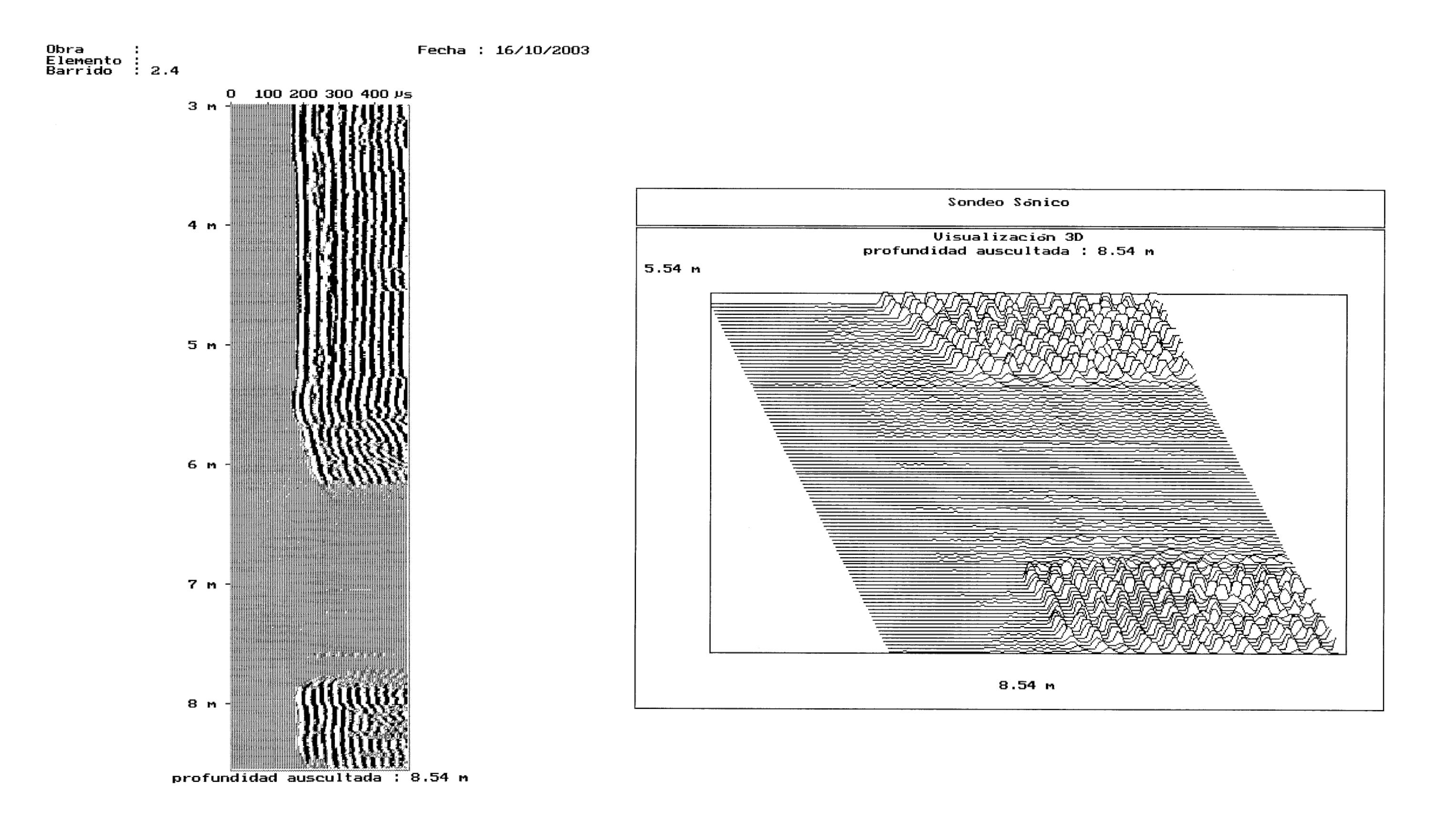
Diagrafía en la que se observa una anomalía y su visualización 3D.

La transparencia sónica en cimentaciones profundas o sondeo sónico es un ensayo de integridad por ultrasonidos para cimentaciones profundas y elementos de contención (pilotes y módulos pantalla principalmente) de hormigón armado. Es el método más preciso que existe para la detección de anomalías.
Se basa en la detección de variaciones en la velocidad de propagación de una onda de compresión que atraviesa un medio por diferentes zonas. A distancias constantes, un aumento en el tiempo de propagación corresponde a un empobrecimiento de sus propiedades mecánicas. El ensayo necesita una instrumentación y preparación previa, consistente en la instalación de tubos de acero solidarios a la armadura que se llenarán de agua antes del ensayo.
Se realiza con un equipo portátil, que incluye un auscultador, un dispositivo de control de profundidad y dos sondas, emisora y receptora.  Se introducen las mismas por los tubos, llenos de agua, y se va registrando la señal recibida a medida que suben. Los datos se almacenan digitalmente para su posterior tratamiento.
Para cada par de tubos se obtiene una diagrafía, que representa la propagación de la señal en función de la profundidad. Se puede recurrir a las visualizaciones 3D, que permiten analizar con gran precisión los registros obtenidos. En los equipos más avanzados se alcanza una resolución vertical de un centímetro.
La realización de este ensayo no destructivo por personal altamente especializado garantiza su calidad y permite emitir in situ un avance de resultados con una primera valoración del estado del elemento auscultado.

### Ensayo de eco (martillo convencional)
Permite evaluar la longitud del elemento por la medida del tiempo transcurrido entre un impacto y su reflexión. Se coloca en cabeza un sensor (generalmente un acelerómetro) y se golpea con un martillo convencional. Se debe golpear sobre hormigón sano.

### Ensayo de impedancia mecánica (martillo con sensor de fuerza)

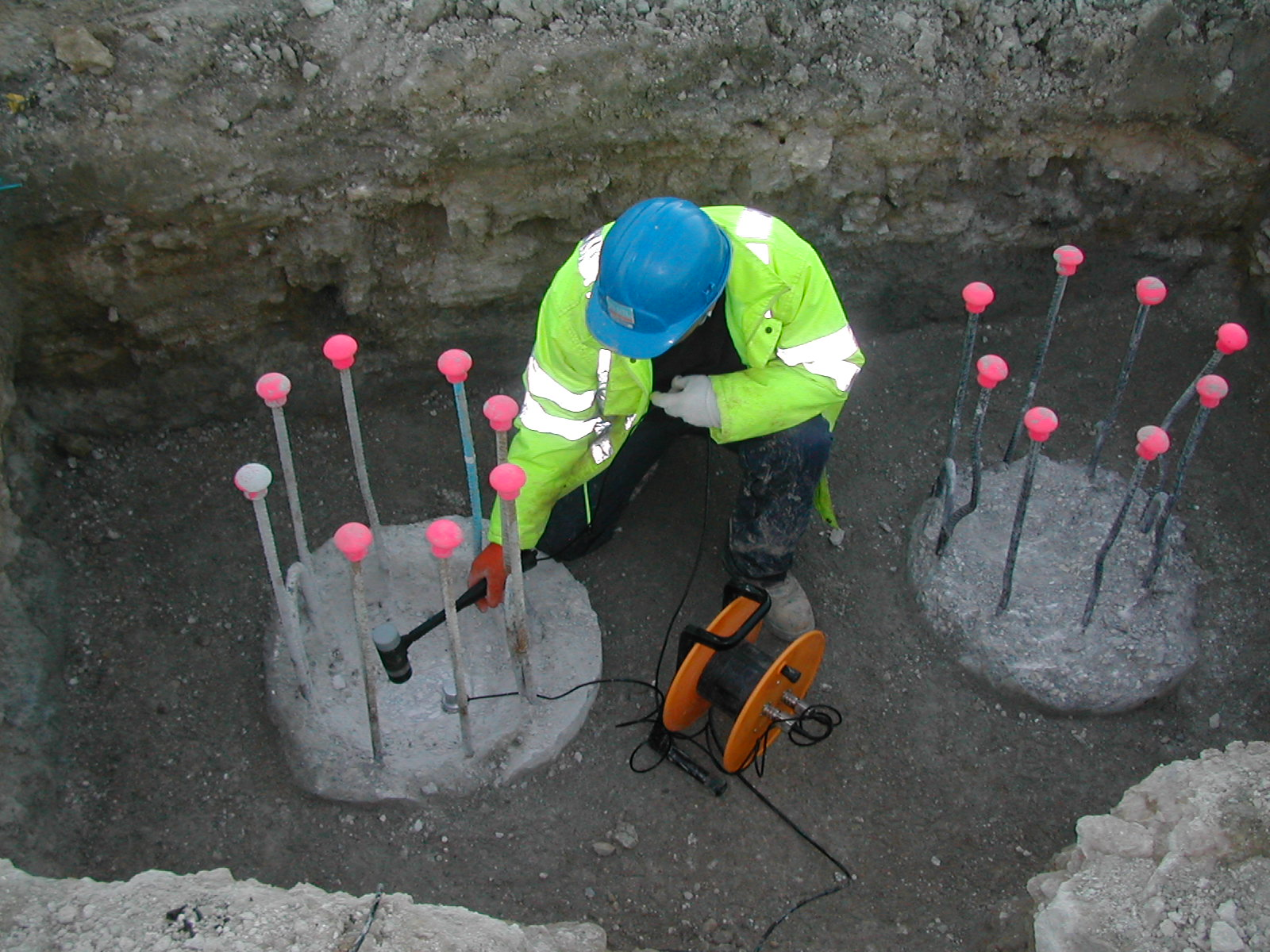
Ensayo de impedancia mecánica en un pilote.

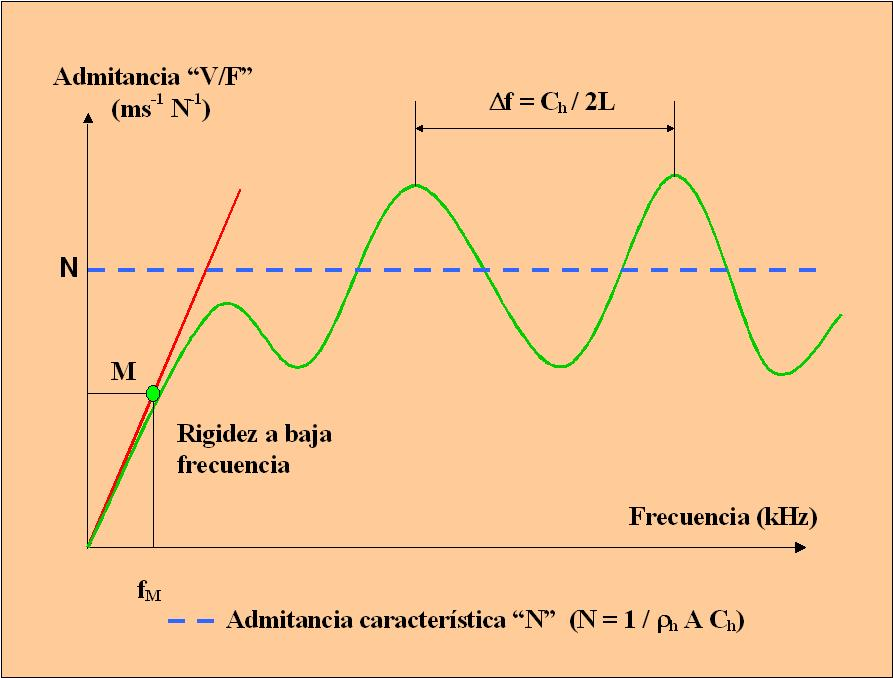
Curva de movilidad de un pilote.

Detecta posibles anomalías mediante el análisis de la respuesta vibratoria del elemento ante un pequeño impacto con un martillo instrumentado. Es un método más completo que la simple detección de un eco. La impedancia mecánica es la relación entre la fuerza aplicada y la velocidad registrada en cabeza. El método se basa en la analogía con la impedancia eléctrica (Fuerza y Tensión) y (Velocidad e Intensidad).
No requiere ninguna instrumentación previa pero sí una pequeña preparación de la cabeza del elemento. Se realiza con un equipo portátil, que incluye un auscultador, un martillo instrumentado que mide la fuerza del impacto y un geófono que mide la respuesta en velocidad. El geófono se acopla correctamente mediante un compuesto viscoso sobre la cabeza del elemento, y se golpea en su centro. Se almacenan digitalmente ambas señales para su posterior tratamiento.
Se obtiene una curva de movilidad que permite calcular los siguientes parámetros:
- Longitud (entre la cabeza y el reflector) que corresponde a la profundidad del elemento o a una anomalía,
- Rigidez que permite cuantificar la interacción elemento/suelo,
- Admitancia que caracteriza la sección y las propiedades mecánicas del material.

El análisis conjunto de estos tres parámetros reales y su comparación con la respuesta teórica proporciona un diagnóstico preciso sobre la integridad del elemento.
La realización de este ensayo no destructivo por personal altamente especializado garantiza su calidad y permite emitir in situ un avance de resultados con una primera valoración del estado del elemento auscultado.

## Otros métodos indirectos

### Ensayo desísmicaparalela
Se emplea para reconocer cimentaciones generalmente antiguas. Se golpea con un martillo un punto accesible y solidario del elemento. Se analiza la señal recogida por un hidrófono que se desplaza por un sondeo entubado junto al elemento.

### Ensayo sónico “single-hole”
Similar al ensayo de transparencia sónica, aunque ambas sondas se introducen por el mismo tubo. Su uso es limitado y aporta menos información que el ensayo de transparencia sónica.

### Ensayos eléctricos
Sirven para examinar el recubrimiento de la armadura de un elemento. Para ello se analizan los cambios en la resistividad del conjunto elemento-terreno.

### Ensayos nucleares
Sirven para detectar anomalías en la forma y propiedades internas del elemento mediante la detección de cambios en su respuesta ante la radiación. Para ello se introducen dos sondas nucleares por unos tubos, de manera similar a los ensayos de transparencia sónica y “single-hole”.

### Transparencia sónica
- AENOR (2000) UNE-EN 1536. Ejecución de trabajos especiales en geotécnia. Pilotes perforados.
- AFNOR (2000) NF P 94-160-1. Sols: reconnaissance et essais. Auscultation d’un élément de fondation. Partie 1: Méthode par transparence.
- AFNOR (1993) NF P 94-160-2. Sols: reconnaissance et essais. Auscultation d’un élément de fondation. Partie 2: Méthode par réflexion.
- AFNOR (1994) NF P 94-160-4. Sols: reconnaissance et essais. Auscultation d’un élément de fondation. Partie 4: Méthode par impédance.
- A. NOUET (2006): Control de integridad de pilotes in situ. Revista Zuncho nº 10. Especial Cimentaciones Profundas y Elementos de Contención.
- ASTM (2007) D 5882-07. Standard Test Method for Low Strain Impact Integrity Testing of Deep Foundations.
- ASTM (2008) D 6760-08. Standard Test Method for Integrity Testing of Concrete Deep Foundations by Ultrasonic Crosshole Testing.
- B. BENATOV, C. FARACO y A. NOUET (1991): Aplicación de métodos no destructivos a los controles de cimientos profundos en España.Revista Ingeniería Civil No.79. CEDEX.
- F. SÁNCHEZ. et Al. (2006): Recomendaciones para la ejecución e interpretación de ensayos de integridad de pilotes y pantallas “in situ”.

Monografías M-87. CEDEX.
- J. PAQUET (1968): Etude vibratoire des pieux en bèton, réponse harmonique et impulsionelle application au contrôle.Annales de l’Institut Téchnique du Bâtiment et des Travaux Publics. No. 245, Mai.
- J. PAQUET, M. BRIARD (1976): Contrôle non destructif des pieux en bèton. Annales de l’Institut Technique du Bâtiment et des Travaux Publics. Supplément au No. 337, Mars. Série: Sols et Fondations, No. 128.
- LCPC – SETRA (1978): Les pieux forés. Recueil des règles de l’art.
- MINISTERIO DE LA VIVIENDA (2008): Código Técnico de la Edificación, Documento Básico SE-C. Seguridad estructural - Cimientos.
- M.J. TURNER (1997): Integrity testing in pilling practice.

CIRIA Report 144.

### Impedancia mecánica
- AENOR (2000) UNE-EN 1536. Ejecución de trabajos especiales en geotécnia. Pilotes perforados.
- AFNOR (2000) NF P 94-160-1. Sols: reconnaissance et essais. Auscultation d’un élément de fondation. Partie 1: Méthode par transparence.
- AFNOR (1993) NF P 94-160-2. Sols: reconnaissance et essais. Auscultation d’un élément de fondation. Partie 2: Méthode par réflexion.
- AFNOR (1994) NF P 94-160-4. Sols: reconnaissance et essais. Auscultation d’un élément de fondation. Partie 4: Méthode par impédance.
- A. NOUET (2006) Control de integridad de pilotes in situ. Revista Zuncho nº 10. Especial Cimentaciones Profundas y Elementos de Contención.
- ASTM (2007) D 5882-07. Standard Test Method for Low Strain Impact Integrity Testing of Deep Foundations.
- ASTM (2008) D 6760-08. Standard Test Method for Integrity Testing of Concrete Deep Foundations by Ultrasonic Crosshole Testing.
- B. BENATOV, C. FARACO y A. NOUET (1991) Aplicación de métodos no destructivos a los controles de cimientos profundos en España.Revista Ingeniería Civil No.79. CEDEX.
- F. SÁNCHEZ. et Al. (2006) Recomendaciones para la ejecución e interpretación de ensayos de integridad de pilotes y pantallas “in situ”.

Monografías M-87. CEDEX.
- J. PAQUET (1968) Etude vibratoire des pieux en bèton, réponse harmonique et impulsionelle application au contrôle.Annales de l’Institut Téchnique du Bâtiment et des Travaux Publics. No. 245, Mai.
- J. PAQUET, M. BRIARD (1976) Contrôle non destructif des pieux en bèton.

Annales de l’Institut Technique du Bâtiment et des Travaux Publics. Supplément au No. 337, Mars. Série: Sols et Fondations, No. 128.
- LCPC – SETRA (1978) Les pieux forés. Recueil des règles de l’art.
- MINISTERIO DE LA VIVIENDA (2008) Código Técnico de la Edificación, Documento Básico SE-C. Seguridad estructural - Cimientos.
- M.J. TURNER (1997) Integrity testing in pilling practice. CIRIA Report 144.

- Datos: Q5834095